# CANT 22
Die CANT 22 war ein italienisches Flugboot, welches als Passagierflugzeug von Raffaele Conflenti entworfen und von Cantieri Aeronautici e Navali Triestini gebaut wurde. Es wurde von der Società Italiana Servizi Aerei (S.I.S.A) im Linienverkehr in der Adria eingesetzt.

## Versionen

### CANT 22
Die CANT 22 verfügte über drei Asso 200-Motoren der Isotta Fraschini. Es hatte 8 innenliegende Passagiersitze, während die Besatzung in einem offenen Cockpit saß.

### CANT 22R.1
Die CANT 22R.1 war fast baugleich mit der CANT 22. Der mittlere Motor wurde gegen den leistungsfähigeren Asso 500 getauscht. Dadurch konnten zwei Passagiere mehr befördert werden.

## Technische Daten
| Kenngröße             | CANT 22                        | CANT 22R.1                                                   |
| --------------------- | ------------------------------ | ------------------------------------------------------------ |
| Besatzung             | 3                              | 3                                                            |
| Passagiere            | 8                              | 10                                                           |
| Länge                 | 16 m                           | 16 m                                                         |
| Spannweite            | 22 m                           | 22 m                                                         |
| Leermasse             | 5000 kg                        | 5000 kg                                                      |
| Triebwerk             | drei Isotta Fraschini Asso 200 | zwei Isotta Fraschini Asso 200 ein Isotta Fraschini Asso 500 |
| Leistung              | 3 × 250 PS (187 kW)            | 2 × 250 PS (187 kW) 1 × 510 PS (380 kW)                      |
| Höchstgeschwindigkeit | 201 km/h                       | 201 km/h                                                     |
| Dienstgipfelhöhe      | 3400 m                         | 3400 m                                                       |
| Reichweite            | 600 km                         | 600 km                                                       |